# ポートレイト・イン・ジャズ
『ポートレイト・イン・ジャズ』（Portrait in Jazz）は、1959年にリリースされたビル・エヴァンス（ピアノ）、スコット・ラファロ（ベース）、ポール・モチアン（ドラム）からなるビル・エヴァンス・トリオのスタジオ・アルバム。エヴァンスにとっては通算4枚目の作品となる。『ワルツ・フォー・デビイ』と双璧を成す彼の代表作である。『スイングジャーナル』誌選定ゴールドディスク認定。

## 概要
ビル・エヴァンスの名前を世に知らしめたマイルス・デイヴィスとのアルバム『カインド・オブ・ブルー』は、ジャズにモード・ジャズというジャンルを持ち込んだ作品で知られているが、その中心的役割を果たしたのがビル・エヴァンスであった。
彼は、マイルスバンドというビバップのバンドで、モードをするのではなく、新しいモードジャズをするためのコンボを本作『ポートレイト・イン・ジャズ』で作ることになる。
本作では、特にベースとピアノの関係が対等で、従来のようなフォービートのみにベースは徹せず、積極的にピアノとのコールアンドレスポンスをしているという点で、この時代において異彩を放っている。
そのような特徴が第1次ビル・エヴァンス・トリオである本作のトリオにあり、スコット・ラファロの事故による突然の死を受けてトリオを解散した後も、ビル・エヴァンス・トリオまたは以後のモード・ジャズやコンテンポラリー・ジャズの演奏スタイルの特徴となる。
また本作は、シャンソンのスタンダード「枯葉」に急速調のピアノで多彩なアドリブを展開することで独自の解釈を持ち込み、それはモード・ジャズを代表する名演として殊に有名であり、キース・ジャレット、チック・コリア等、コンテンポラリー・ジャズを代表するピアニストに大きな影響を与え続けている。
「ブルー・イン・グリーン」は、『カインド・オブ・ブルー』収録曲のセルフカバー。『カインド・オブ・ブルー』では、この曲はマイルスが作ったことになっているが、実質的にはエヴァンスの貢献が大きい曲であり、本作ではエヴァンスとマイルスの共作としてクレジットされている。
「ペリズ・スコープ」はエヴァンスのオリジナル曲。エヴァンスのガールフレンドのペリが、自分の名前がついた曲がない、とエヴァンスに催促をしてできた。

## 収録曲
1. 降っても晴れても - "Come Rain Or Come Shine" – 3:24
2. 枯葉 - "Autumn Leaves" – 6:00
3. ウィッチクラフト - "Witchcraft" – 4:37
4. ホエン・アイ・フォール・イン・ラヴ - "When I Fall In Love" – 4:57
5. ペリズ・スコープ - "Peri's Scope" – 3:15
6. 恋とは何でしょう - "What Is This Thing Called Love?" – 4:36
7. スプリング・イズ・ヒア - "Spring Is Here" – 5:09
8. いつか王子様が - "Some Day My Prince Will Come" – 4:57
9. ブルー・イン・グリーン - "Blue In Green" – 5:25

CDボーナストラック（2008年再発盤）
1. 降っても晴れても (テイク4) - "Come Rain or Come Shine" [Take 4] - 3:23
2. 枯葉 (テイク9: モノラル) - "Autumn Leaves" [Take 9, mono] - 5:25
3. ブルー・イン・グリーン (テイク1) - "Blue in Green" [Take 1] – 4:39
4. ブルー・イン・グリーン (テイク2) - "Blue in Green" [Take 2] – 4:26

## パーソネル
- ビル・エヴァンス (Bill Evans) – ピアノ
- スコット・ラファロ (Scott LaFaro) – ベース
- ポール・モチアン (Paul Motian) – ドラム